# Gura Bâdiliței, Iași
Gura Bâdiliței este un sat în comuna Vânători din județul Iași, Moldova, România.
Satul Gura Bîdiliței se află la 6km nord-est de orașul Pașcani, avînd ca sate vecine suburbia Lunca – la 2km, suburbia Blăgești – la sud, la 4km, Poenița – la nord, la 2km și satul Crivești – la nord est, la 3km. Pe marginea dreaptă a satului curge râul Siret, iar în partea stângă pârâul Sterpu, care izvorăște din pădurea Vladnicului și după ce se unește cu pârâul Varaticul, se varsă în Siret, mai jos de satul Gura Bîdiliței, la locul numit ‚Gura Pârâului’.